# 레크리에이션 파크 (피츠버그)
레크리에이션 파크(Recreation Park)은 미국 펜실베이니아주 피츠버그에 위치한 야구장이다. 과거 MLB 피츠버그 앨러게니스의 홈구장으로 사용했다.